# Phare de Middle Island

Le phare de Middle Island (en anglais : Middle Island Light), est un phare de la rive ouest du lac Huron, situé sur Middle Island à 16 km au nord d'Alpena dans le Comté d'Alpena, Michigan. 
Ce phare est inscrit au Registre national des lieux historiques depuis le 15 mars 2006 sous le n° 06000133 .

## Historique
Middle Island a historiquement marqué un emplacement important pour les marins du lac Huron, étant à mi-chemin entre la pointe nord de Thunder Bay et Presque Isle. Le côté sous le vent de l'île offrait également un port sûr pendant les tempêtes, mais l'accès au port était gardé par des hauts-fonds. Reconnaissant le danger de la région, l'United States Life-Saving Service a construit une station sur l'île en 1881. Dans les années 1890, la nécessité d'un phare sur l'île était apparente et, en 1896, l'United States Lighthouse Board a demandé des crédits pour en construire un. La demande n'a été prise en compte qu'en 1902, lorsque le Congrès a affecté 25.000 $ à la construction d'un signal lumineux et antibrouillard sur Middle Island, l'une des dernières lumières d'une chaîne le long de la rive du Michigan du lac Huron.
Les préparatifs pour la construction de la lumière ont commencé en 1903 et un contrat de construction a été attribué en 1904. La construction a commencé en juin 1904 et s'est poursuivie jusqu'à la fin de la saison de navigation. Les travaux reprirent au début de la saison 1905, et la lumière terminée fut allumée pour la première fois le 1er juin 1905. Le système d'éclairage utilisait une lampe à pétrole et une lentille de Fresnel rouge de quatrième ordre. Un hangar de stockage de pétrole a été construit l'année suivante.
En 1928, la lampe à huile a été remplacée par une lentille de Fresnel électrique du troisième ordre verte et le signal de brouillard a également été amélioré.  En 1939, la tour a été peinte en blanc avec une bande noire horizontale, qui a été changée en rouge à une date ultérieure. La lumière a été automatisée en 1961. Sans personnel sur place, il a été largement vandalisé dans les années 1960. Dans les années 1980, un groupe local a commencé des travaux de restauration, mais a peu progressé.
En 1989, Marvin Theut a acheté la maison du gardien et le bâtiment des signaux de brume du gouvernement. En 1992, il a formé la Middle Island Lighthouse Keepers Association pour restaurer la propriété, et en 2001, le groupe a ouvert le bâtiment de corne de brume comme chambre d'hôtes. En 2010, le phare lui-même a été déclaré excédentaire et en 2012, il a été transféré à la Middle Island Lighthouse Keepers Association. Les membres de l'Association  ont formé la société de préservation pour préserver et restaurer le phare.

### Description
La station de signalisation se compose de trois structures : une maison double pour les gardiens, un bâtiment de signal de brouillard et la tour elle-même. Toutes les structures sont construites en brique sur une fondation en pierre. La tour est construite à 114 m de la maison du gardien, avec le signal de brume à 81 m de l'autre côté de la maison. Des passerelles en ciment relient les trois bâtiments. La maison du gardien est une maison double en briques rouges de deux étages, avec six chambres dans chacun de ses appartements. Le bâtiment du signal de brume est aussi en briques rouges
La tour de forme conique s'élève à 22 m, mesure 5,5 m de diamètre à la base et 3,86 m de diamètre au sommet. La tour est peinte en blanc avec une bande centrale rouge-orange et la lanterne est noire. Il émet, à une hauteur focale de 24 m, un flash blanc par période de 10 secondes. Sa portée est de 14 milles nautiques (environ 26 km).

## Caractéristiques dufeu maritime
Fréquence : 10 secondes (W)
- Lumière : 1 seconde
- Obscurité : 9 secondes

Identifiant  : ARLHS : USA-495 ; USCG :  7-11515 .

### Lien connexe
- Liste des phares au Michigan